# Kościół Niepokalanego Poczęcia Najświętszej Maryi Panny w Bogatyni
Kościół Niepokalanego Poczęcia Najświętszej Maryi Panny – rzymskokatolicki kościół parafialny należący do dekanatu Bogatynia diecezji legnickiej.

## Historia
Jest to budowla wzniesiona w latach 1863–1868 według projektu Carla Augusta Schramma z Żytawy w stylu neogotyckim i ufundowana przez opatkę klasztoru w Marienthal, Gabrielę Marschner. Konsekrował ją biskup Ludwig Forwerk w dniu 8 listopada 1868 roku. Świątynia została przebudowana w 1970 roku, w latach 1988-1991 przeprowadzono ostatni remont. 

## Architektura

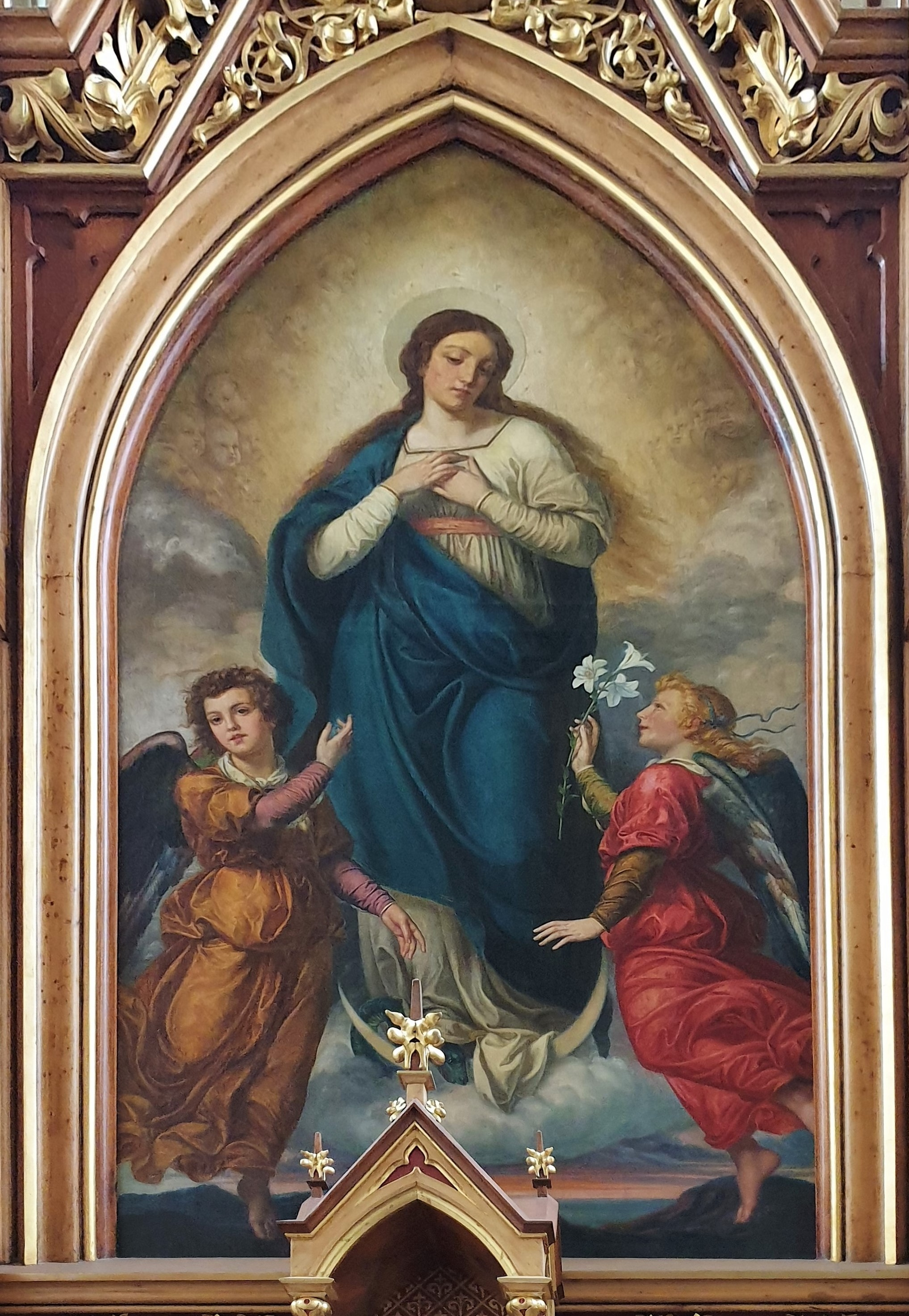
"Maryja Niepokalanie Poczęta" w ołtarzu głównym

Stojąca w kierunku wschodnim trzynawowa świątynia została wybudowana na planie krzyża łacińskiego z trójbocznie zakończonym prezbiterium i masywem wieżowym przy elewacji zachodniej. Korpus był nakryty dachem dwuspadowym, z kolei prezbiterium razem z apsydą posiadało dach namiotowy. Całość była nakryta łupkiem. Wnętrze jest trzynawowe i posiada układ halowy, nakrywa je sklepienie podparte trzema parami filarów wiązkowych.. Wewnątrz zachowało się neogotyckie wyposażenie.